# Lukáš Killar
Lukáš Killar (ur. 5 sierpnia 1981 w Opočnie) – były czeski piłkarz grający na pozycji obrońcy.
W swojej karierze występował w TJ Dobruška, SK Náchod, SK Pardubice, AFK Atlantic Lázně Bohdaneč, FK Pardubice, Slovanie Liberec, AS Trenčín, SK Kladno oraz Polonii Bytom.
W barwach Slovana Liberec Killar zdobył mistrzostwo Czech w sezonie 2001/2002.